# Nekras
Nekras je hora v Jizerských horách, tyčící se necelý kilometr severovýchodně od Bedřichova a 7 km východo-severovýchodně od Liberce.
Přes Nekras vede hlavní rozvodí oddělující úmoří Baltského moře (Jizera → Labe) a Severního moře (Nisa → Odra).

## Rozhledna Královka
Na vrcholu stojí rozhledna Královka, jedna z nejznámějších kamenných rozhleden v Jizerských horách. Z rozhledny je za příznivého počasí překrásný výhled na Jizerské hory, Krkonoše, Český ráj, Polsko, Německo a Ještěd.
Královka byla postavena roku 1907, celková výška je 23,5 metrů, vyhlídková plošina je ve výšce 20,5 metrů a vede na ni 102 schodů. Vedle věže byla roku 1934 postavena horská chata s restaurací a ubytováním.

## Přístup
Z Bedřichova vede silnička až na parkoviště u horské chaty. Na Královku vedou i turisticky značené cesty - modrá z Bedřichova, zelená z Hrabětic a žlutá z Janova, cyklotrasy 3020 a 3023 a také Jizerská magistrála pro běžkaře.